# تيري فيتو
تيري فيتو (بالإنجليزية: Terry Pheto)‏ هي ممثلة جنوب أفريقية، ولدت في 11 مايو 1981 في جنوب أفريقيا.

## أعمال

### أفلام
- (2005) تسوتسي[4]
- (2013)  طريق طويل إلى الحرية[5]

## وصلات خارجية
- تيري فيتو على موقع IMDb (الإنجليزية)
- تيري فيتو على موقع ألو سيني (الفرنسية)
- تيري فيتو على موقع أول موفي (الإنجليزية)
- تيري فيتو على موقع قاعدة بيانات الأفلام السويدية (السويدية)
- تيري فيتو على موقع قاعدة بيانات الفيلم (الإنجليزية)
- تيري فيتو على موقع كينوبويسك (الروسية)